# Wives on Strike
Pour plus de détails, voir Fiche technique et Distribution.
Wives on Strike est un film de comédie nigérian réalisé par Omoni Oboli, sorti en 2016. 

## Synopsis
Un jour, Mama Ngozi apprend de Mama Amina que son mari a décidé de donner leur fille de treize ans en mariage à un Hadji. Mama Ngozi demande à son mari d'intervenir auprès de Baba Amina pour qu'il renonce à ce projet. Mais Baba Ngozi refuse. En réaction, sa femme décide de se refuser à lui. Les femmes entament alors une grève du sexe pour soutenir leurs revendications.

## Fiche technique
- Titre original : Wives on Strike
- Titre international : Wives on Strike
- Durée : 93 minutes
- Réalisation : Omoni Oboli
- Scénario :
- Photographie :
- Production :
- Lieux de tournage :
- Langues : pidgin anglais
- Date de sortie :  8 avril 2016

## Distribution
- Omoni Oboli : Mama Ngozi
- Uche Jombo : Madame 12:30
- Ufuoma McDermott : Mama Amina
- Kehinde Bankole : Christie
- Kalu Ikeagwu : le sénateur
- Julius Agwu : Calistus
- Kenneth Okonkwo : Papa Ngozi
- Sola Sobowale
- Chioma Chukwuka
- Udoka Oyeka : Baba Amina
- Chioma Akpotha : la présentatrice de télévision

## Accueil critique
Pour la revue nigériane Pulse, le film est une « comédie hilarante ». La critique de la revue BellaNaija juge sévèrement le recours à l'humour en raison de la gravité du sujet.
La revue de cinéma nigérian Nollywood Reinvented rappelle que le film a été réalisé au moment d'un débat relayé par le hashtag #ChildNotBride, alors que le Sénat nigérian était sur le point de permettre le mariage des mineures.
Le film et sa suite sont vus comme « une réécriture cinématographique nigériane de la comédie grecque classique Lysistrata, centrée sur des femmes qui décident d'employer des grèves du sexe pour mettre fin à des problèmes tels que le mariage des enfants ». Le film a aussi été rapproche du film Chi-Raq (2015) de Spike Lee.

## Box-office
Le film a été vu par plus de 50 000 spectateurs à sa sortie au Nigeria, engrangeant 51 millions de nairas et gagnant quelques records au box-office national.

## Série et suite
Une suite au film est sortie en 2017, intitulée Wives on Strike: The Revolution.
Une série télévisée adaptant le film voit le jour en 2019, diffusée sur Showmax.